# Мир, плоть и дьявол
«Мир, плоть и дьявол» (англ. The World, the Flesh and the Devil) — американский постапокалиптический фильм 1959 года. По мотивам романа Мэтью Шила «Пурпурное облако» (англ. The Purple Cloud) и рассказа Фердинанда Рейхера «Конец света».

## Сюжет
Небольшой шахтёрский городок в центре Пенсильвании. Однажды в угольной шахте попадает в завал чернокожий рабочий, Ральф Бёртон. Первое время он слышит голоса людей, пытающихся его спасти, но потом всё стихает. Спустя несколько дней он сам находит путь наверх, но за эти дни мир опустел. Вскоре из найденных газет он узнаёт, что случилось: загадочное радиоактивное облако окутало Землю и погубило на ней всё живое.
Ральф отправляется в Нью-Йорк, надеясь, что хотя бы в мегаполисе он найдёт ещё кого-нибудь живого, но и там также пустынно. Когда он совсем отчаивается в своих поисках, ему встречается выжившая: симпатичная белая девушка Сара Крэндэлл. Они быстро проникаются взаимной симпатией, но Ральф сторонится Сары: уж больно крепко в нём сидит привитый американским обществом стереотип взаимоотношения чёрных и белых.
Ральф регулярно выходит в эфир, пытаясь выяснить, есть ли ещё выжившие, и однажды получает сигнал из Европы. Вскоре появляется третий спасшийся: обессиленный, едва живой, белый Бенсон Такер, приплывший на лодке в бухту Нью-Йорка. Ральф с Сарой ставят его на ноги.
Едва придя в себя, Бенсон начинает воспринимать Ральфа как соперника за обладание Сарой, к тому же он презрительно относится к чернокожим. Ральф всячески уходит от конфликта и пытается меньше контактировать с Сарой, но в итоге всё перерастает в вооружённое столкновение двух мужчин на пустынных улицах Нью-Йорка. Случайно прочтя цитату из Библии на одном из монументов, Ральф решает выйти к сопернику без оружия, но и тот не может убить безоружного.
Сара заставляет мужчин примириться, и они втроём уходят вдаль, возрождать человечество.
Фильм заканчивается титром «Начало» (The Beginning).

## В ролях
- Гарри Белафонте — Ральф Бёртон
- Ингер Стивенс — Сара Крэндэлл
- Мел Феррер — Бенсон Такер

## Премьерный показ в разных странах
- США — 20 мая 1959
- Швеция — 9 сентября 1959
- Западная Германия — 11 сентября 1959
- Австрия — октябрь 1959
- Финляндия — 4 декабря 1959
- Франция — 30 мая 2007 (ре-релиз)

## Факты
- Чтобы заснять пустынный Нью-Йорк, съёмки начинались с первыми лучами солнца, и всё равно более одного часа работы не выходило — на улице появлялись люди[3].
- Ральф начинает своё путешествие в Нью-Йорк из Пенсильвании, от вымышленного города Чатсбург. Интересно, что неподалёку от точки его старта есть реальный город Бельфонт[англ.] (Ральфа играет актёр по фамилии Белафонте)[3].